# Procheiron

Droit byzantin
Droit du haut Moyen Âge
Épanagôgè Basiliques
Le Procheiron ou Procheiros Nomos (en grec byzantin Πρόχειρος Νόμος / Prócheiros Nómos), littéralement le Manuel, est un ouvrage législatif byzantin, le grand frère de l’Épanagôgè commandé par Léon VI le Sage entre 870 et 880 et non pas en 907 (n'oublions pas qu'il est antérieur à l'Eisagôgè, publié elle en 879) pour en expurger des modifications attribuées à Photius. Divisé en 40 sections, le Procheiron est plus proche du Corpus juris civilis que l’Épanagôgè.  Il traite essentiellement de droit pénal et il est la source de nombreux ouvrages de droit postérieurs tels que l’Hexabiblos de Constantin Harménopoulos.